# Regeringsleider
Een regeringsleider is de persoon die aan het hoofd staat van een groep mensen die een staatsrechtelijke eenheid bestuurt, de regering. Dat wat geregeerd wordt kan een land zijn, bijvoorbeeld Nederland, een verzameling (deel)staten, bijvoorbeeld België of Duitsland, of een eenheid daarbinnen, bijvoorbeeld de Amerikaanse staat Texas. Ook andere varianten zijn mogelijk. Staatsrechtelijke eenheden die op een lager niveau zijn georganiseerd worden ook bestuurd, maar in het normale spraakgebruik noemt men dat meestal niet een regering en wordt de persoon die aan het hoofd staat niet regeringsleider genoemd. De functionaliteiten van het werk op verschillende niveaus is dus vergelijkbaar maar de gangbare benaming is anders.
De rechten, plichten en bevoegdheden die een regeringsleider heeft, is afhankelijk van de ter plaatse geldende wetten, regels en gewoonten, en verschillen sterk van land tot land. Ook de keus of men een bestuur een regering noemt en de voorzitter regeringsleider, verschilt per regio. In Nederland bijvoorbeeld, wordt het begrip regeringsleider alleen gebruikt voor de minister in een kabinet die de functie heeft gekregen om voorzitter te zijn van de ministerraad, een andere benaming is minister-president. Het bestuur van een provincie of gemeente wordt niet regering genoemd en haar voorzitter niet regeringsleider. In Duitsland wordt het begrip minister-president echter alleen gebruikt voor de regeringsleider van een deelstaat, die daar niet regeringsleider wordt genoemd
Afhankelijk van de staatsvorm verschilt de benaming van deze persoon. Zo geldt in een presidentiële republiek of in een semipresidentieel systeem als staatshoofd, de president, die vaak tevens de regeringsleider is. In een parlementaire republiek is vaak de voorzitter van de ministerraad, de regeringsleider. Van laatstgenoemde is Duitsland een voorbeeld: de Duitse president is formeel het staatshoofd maar heeft een voornamelijk ceremoniële functie, regeringsleider is de bondskanselier. Bij monarchieën bestaat eenzelfde onderscheid: in absolute monarchieën is de monarch vaak tevens de (de facto) regeringsleider, terwijl in constitutionele monarchieën de minister-president de rol van regeringsleider op zich neemt. De bevoegdheden en de rol van de regeringsleider verschilt lichtelijk van land tot land.
Andere benamingen voor deze functie kunnen zijn: premier, Eerste minister, president van de regering of voorzitter van de  ministerraad.

## Per land

### België
In België wordt de federale regeringsleider eerste minister of premier genoemd. De regeringsleiders van de gemeenschaps- en gewestregeringen worden aangeduid met de term minister-president.
- België
  - Vlaanderen

### Duitsland
In Duitsland is de bondskanselier de regeringsleider.

### Frankrijk
In Frankrijk is de premier de regeringsleider. Zie de lijst van premiers van Frankrijk voor namen.

### Ierland
In Ierland wordt het hoofd van de regering Taoiseach genoemd. 

### Nederland
In Nederland is de Koning in naam de regeringsleider maar de verantwoordelijkheid voor deze functie wordt gedragen door de voorzitter van de ministerraad, de minister-president, vaak (officieus) ook aangeduid als "premier". Zie hier voor namen.
De regering in Nederland is gevestigd in Den Haag. De Ministerraad vergadert in de Trêveszaal nabij het Binnenhof.

### Spanje
In Spanje wordt de regeringsleider presidente del gobierno (president van de regering) genoemd, kortweg presidente, hoewel het niet om het staatshoofd gaat (dat is de koning). De functie is niet zozeer een primus inter pares in de ministerraad, alswel de duidelijke leider van de regering. Zie de lijst van premiers van Spanje voor namen.

### Verenigd Koninkrijk
In het Verenigd Koninkrijk noemt men de regeringsleider Prime Minister. Zie de lijst van premiers van het Verenigd Koninkrijk voor namen.

### Overige landen
- Canada
- Hongarije
- India
- Indonesië
- Japan
- Zweden